# Picea koraiensis
Picea koraiensis är en tallväxtart som beskrevs av Takenoshin Nakai. Picea koraiensis ingår i släktet granar, och familjen tallväxter. IUCN kategoriserar arten globalt som livskraftig.
Arten förekommer på Koreahalvön, i nordöstra Kina samt i östligaste Ryssland. Den hittas i bergstrakter mellan 1000 och 1500 meter över havet. Regionen kännetecknas av kyligt till kallt väder med intensivt snöfall under vintern.
Denna gran hittas ofta i barrskogar tillsammans med Abies nephrolepis, Pinus sibirica, Larix gmelinii och Picea obovata. Sällsynt kan den förekomma i blandskogar.
Några exemplar kan leva 50 år.

## Underarter
Arten delas in i följande underarter:
- P. k. koraiensis
- P. k. pungsanensis

## Bildgalleri

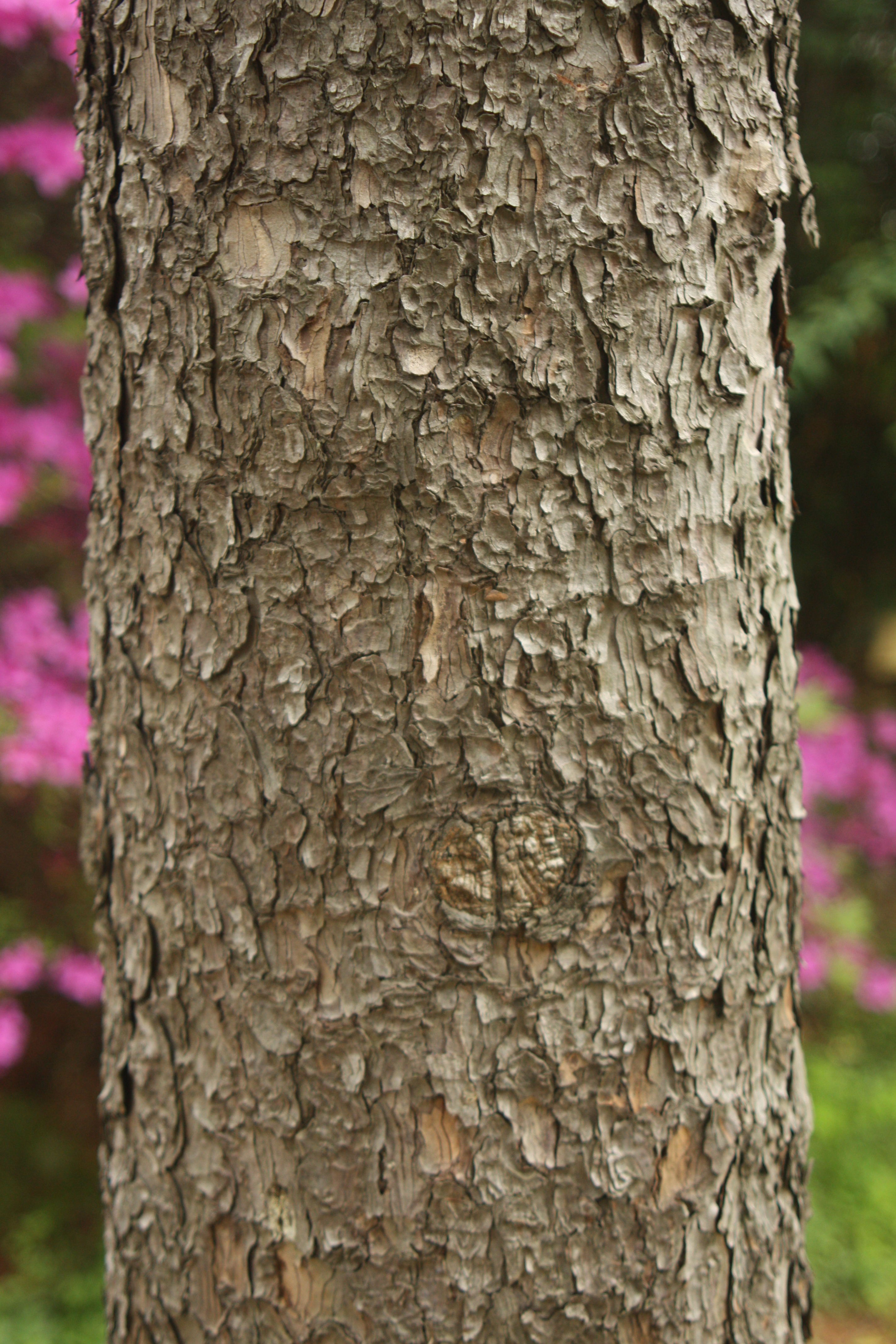
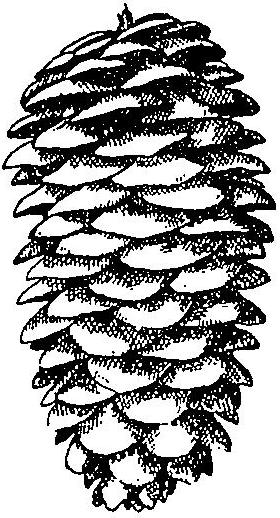
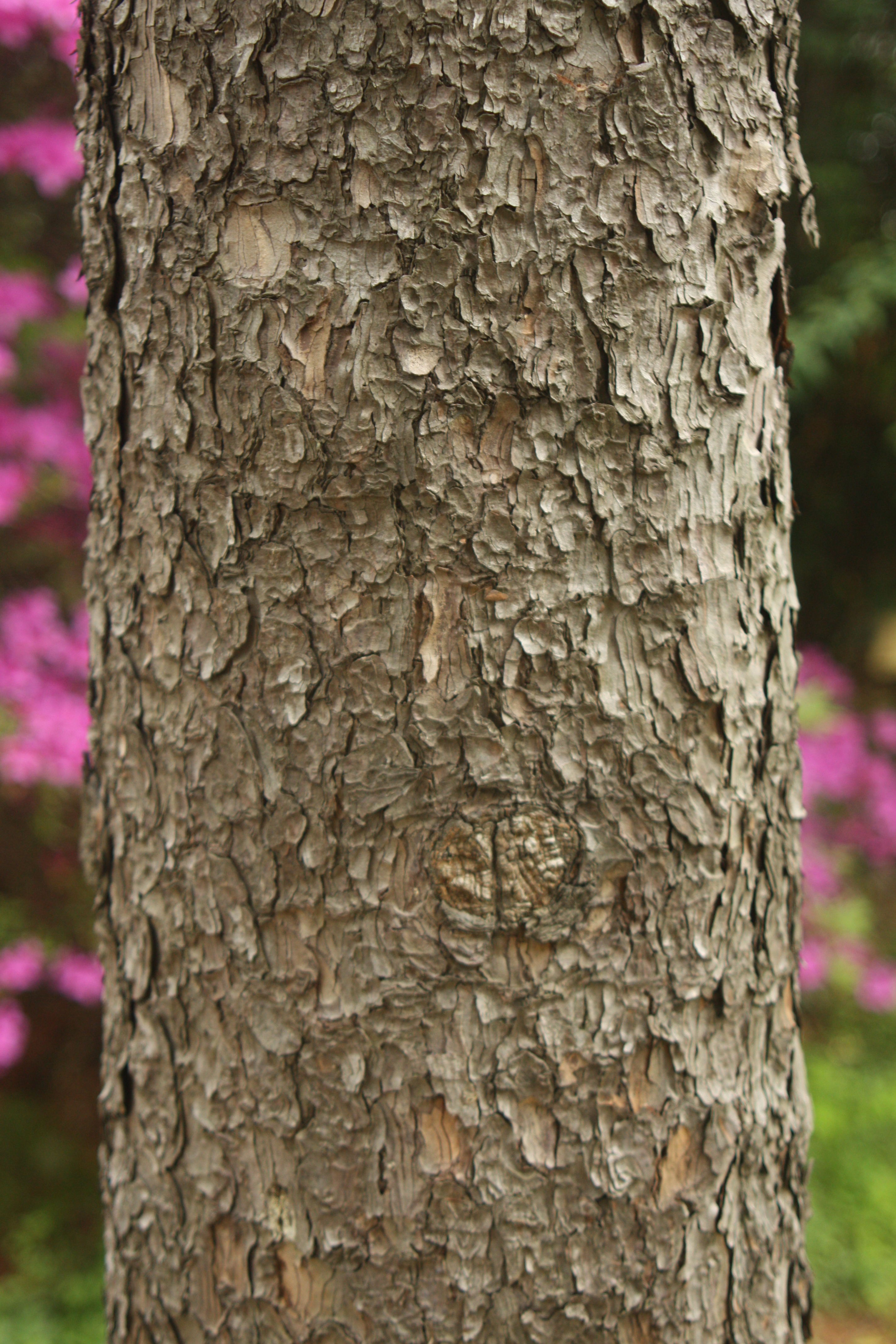
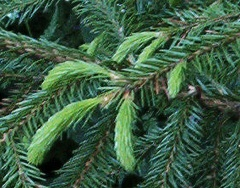
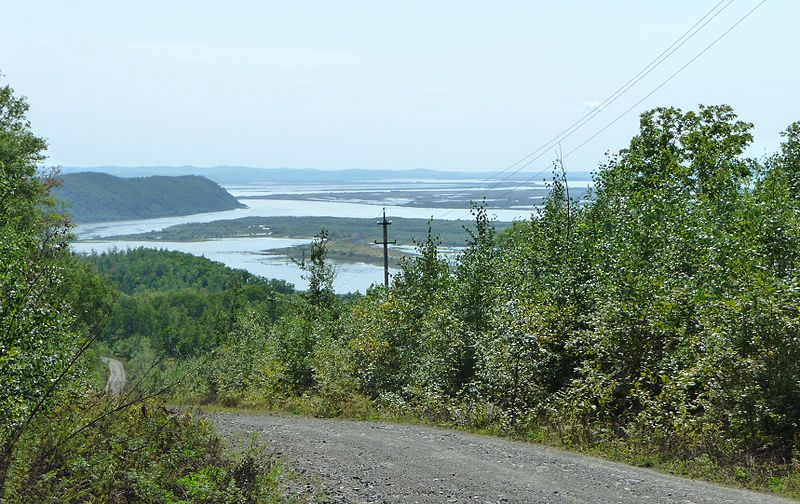